# Benoît de Montferrand
Benoît de Montferrand, originaire du Bugey et mort le 7 mai 1491, est un évêque de Coutances  et de Lausanne du XVe siècle. Il est fils de Pierre, seigneur de Montferrand.

## Biographie
Montferrand est général de l'Abbaye de Saint-Antoine-en-Viennois et est nommé évêque de Coutances par Pie II en 1470, mais il n'est pas reconnu par le chapitre, ni admis à aucun fonction épiscopale.
Il échange le diocèse de Lausanne avec son successeur, Julien de La Rovère, le futur pape Jules II en 1476. Comme évêque de Lausanne, il se livre à des abus de pouvoir. Sa résistance à toute modification du statut provoque l'union de la cité avec la ville inférieure de Lausanne. Un traité d'union est ratifié en 1481.
Souffrant d’une blessure à la jambe très handicapante, Benoît se rend sur la tombe de Nicolas de Flüe peu après la mort de l'ermite et se déclare miraculeusement guéri. Le fait est attesté par le registre paroissial de Sachseln de 1488.